# Hal Moore

Zawodnik Oklahoma State Cowboys

Harold Linman „Hal” Moore (ur. 23 sierpnia 1923 w Wynonie, zm. 31 marca 2003 w Oklahoma City) – amerykański zapaśnik walczący w stylu wolnym. Olimpijczyk z Londynu 1948, gdzie zajął szóste miejsce w kategorii do 62 kg.
Zawodnik Stillwater High School w Stillwater i Oklahoma State University. All-American w NCAA Division I w 1951, gdzie zajął drugie miejsce.

## Letnie Igrzyska Olimpijskie 1948
| Konkurencja      | Rundy eliminacyjne | Rundy eliminacyjne    | Rundy eliminacyjne           | Rundy eliminacyjne     | Klas. końcowa |
| Konkurencja      | Przeciwnik I       | Przeciwnik II         | Przeciwnik III               | Przeciwnik IV          | Miejsce       |
| ---------------- | ------------------ | --------------------- | ---------------------------- | ---------------------- | ------------- |
| 62 kg styl wolny | wolny los Z        | Hassan Sadian (IRI) P | Ibrahim Abd al-Hamid (EGY) Z | Gazanfer Bilge (TUR) P | 6.            |